# Radzanów (gromada w powiecie białobrzeskim)
Radzanów – dawna gromada, czyli najmniejsza jednostka podziału terytorialnego Polskiej Rzeczypospolitej Ludowej w latach 1954–1972.
Gromady, z gromadzkimi radami narodowymi (GRN) jako organami władzy najniższego stopnia na wsi, funkcjonowały od reformy reorganizującej administrację wiejską przeprowadzonej jesienią 1954 do momentu ich zniesienia z dniem 1 stycznia 1973, tym samym wypierając organizację gminną w latach 1954–1972.
Gromadę Radzanów siedzibą GRN w Radzanowie utworzono – jako jedną z 8759 gromad na obszarze Polski – w powiecie radomskim w woj. kieleckim, na mocy uchwały nr 13i/54 WRN w Kielcach z dnia 29 września 1954. W skład jednostki weszły obszary dotychczasowych gromad Radzanów, Rogolin, Błeszno, Zacharzów i Smardzew ze zniesionej gminy Radzanów w tymże powiecie. Dla gromady ustalono 17 członków gromadzkiej rady narodowej.
1 stycznia 1956 gromada weszła w skład nowo utworzonego powiatu białobrzeskiego w tymże województwie.
1 stycznia 1969 do gromady Radzanów przyłączono obszary zniesionych gromad Grotki i Młodynie Dolne oraz wieś Branica ze zniesionej gromady Pierzchnia.
Gromada przetrwała do końca 1972 roku, czyli do kolejnej reformy gminnej. 1 stycznia 1973 w powiecie białobrzeskim reaktywowano gminę Radzanów.